# Blagodàtnoie (Saràtov)
|  | Per a altres significats, vegeu «Blagodàtnoie». |

Blagodàtnoie (en rus: Благодатное) és un poble de l'óblast de Saràtov, a Rússia, segons el cens del 2011 tenia 664 habitants. Pertany al districte municipal de Khvalinsk.